# Bengt Pohjanen
Bengt Pohjanen (Kassa, Pajala, Suecia, 26 de junio de 1944) es un escritor sueco. Bengt Pohjanen vive en Överkalix en el norte de Suecia, es un escritor independiente y escribe en tres idiomas, sueco, finlandés y meänkieli. El abuelo de Bengt Pohjanen, Leo, era un oficial de aduanas que se convirtió en un traficante. También fue un narrador de color fuerte y Bengt Pohjanen recibió muchas historias de él. La madre de Bengt era una buena escritora. De su ecritura, Bengt ganó, entre otras el Premio Ivar Lo en 1993, el Premio de Ture Nerman en 1994, 1995 Premio Dan Andersson, Premio Cultural Rubus Arcticus Consejo del Condado de Norrbotten en 1998, la beca de la Academia sueca en 2000, el nuevo Invierno Precio 2008, Premio Cultural NSD en 2009, Premio de Eyvind Johnson en 2010.

## Novelas
- 1979 – Och fiskarna svarar Guds frid
- 1981 – Ropandes röst
- 1984 – Kasaland
- 1985 – Lyykeri
- 1988 – Dagning, röd!
- 1989 – Lugern
- 1992 – Silvertorpeden
- 1992 – Land i lågor
- 1995 – Himlalots
- 1995 – Dödens ängar
- 1996 – Söte Jesus
- 1998 – Kristallarken
- 1999 – Helvetets bakre vägg
- 2003 – Trevliga djävlar
- 2007 – Smugglarkungens son
- 2008 – Murhaballaadi
- 2008 – Jopparikuninkhaan poika (Smugglarkungens son på meänkieli)
- 2009 – Tidens tvång

- Datos: Q792882
- Multimedia: Bengt Pohjanen / Q792882